# Хеймратс, Рудольф
Рудольф Хеймратс (латыш. Rūdolfs Heimrāts; 20 июля 1926 — 1 мая 1992) — латышский и советский художник по текстилю, керамист. Основатель школы латышского гобелена. Народный художник Латвийской ССР. Академик Академии художеств СССР.

## Биография
Рудольф Хеймратс родился 20 июля 1926 года в посёлке Бене Елгавского уезда (ныне Ауцский край Латвии).
Окончил отделение искусства текстиля Рижского училища прикладного искусства (1948) и отделение декоративно-прикладного искусства Латвийской государственной академии художеств (1954).
Работал педагогом Рижской средней школы прикладных искусств (1948—1962). Был основателем отделения искусства текстиля в Латвийской художественной академии (1961), его руководителем с момента создания до 1992 года; профессор (1977).
Член Союза художников Латвии (с 1957). Заслуженный деятель искусств Латвийской ССР (1969). Народный художник Латвийской ССР (1976). Лауреат Государственной премии Латвийской ССР за выдающийся вклад в создание и развитие латышского советского искусства гобелена, за гобелены «Труд» и «Отдых» (1972). Награждён орденом «Знак Почёта» (1986).
Умер 1 мая 1992 года в Риге.

## Творчество
Принимал участие в выставках с 1955 года. Был мастером гладкого гобелена, чьё творчество отличалось романтической одухотворённостью, частым обращением к этнографическим элементам народного искусства, вниманием к материалу и разнообразным ткацким приёмам. Для него характерно органичное слияние традиционной фольклорной поэтичности и рационального реалистичного интеллектуализма современного художника.
Наиболее известные работы: гобелены «Лиго», триптих «Праздничный танец» (1975—1977), «Рыбачки» (1968), «Труд» (1970), «Отдых» (1971), «Ожидание», «Песня», «Праздничный танец», «Продавщицы цветов» (1973), «Вечный мотив» (1975), «Субботний вечер» (1980).
Декоративное оформление художественным текстилем интерьера рижских гостиниц «Ленинград» (1970), «Даугава» (1972), музея во дворце Бирона в Рундале (1984), Юрмальского отдела записей актов гражданского состояния (1988); керамические панно, декор и вазы рижского кафе «Луна» (1962) и книжного магазина «Глобус» (1963).